# Leland Orser
Leland Jones Orser (San Francisco, 6 augustus 1960) is een Amerikaans acteur.
Orser is het meest bekend van zijn rol als dr. Lucien Dubenko in de televisieserie ER waar hij in 61 afleveringen speelde.

## Biografie
Orser was van 1987 tot en met 1989 getrouwd met Roma Downey, vanaf 2000 is hij getrouwd met Jeanne Tripplehorn met wie hij een kind heeft.

## Filmografie

### Films
Selectie:
- 1995 Se7en - als gekke man in massagesalon
- 1995 Piranha - als Terry Wechsler
- 1996 Independence Day - als medisch assistent
- 1996 Baby Face Nelson - als Benny Bakst
- 1996 Escape from L.A. - als Test Tube
- 1997 Alien: Resurrection - als Larry Purvis
- 1998 Saving Private Ryan - als luitenant DeWindt
- 1999 Resurrection - als Andrew Hollinsworth
- 1999 The Bone Collector - als Richard Thompson
- 2001 Pearl Harbor - als majoor Jackson
- 2003 Confidence - als Lionel Dolby
- 2003 Daredevil - als Wesley Owen Welch
- 2003 Runaway Jury - als Lamb
- 2006 The Good German - als Bernie
- 2008 Taken - als Sam
- 2009 Give 'Em Hell, Malone - als Murphy
- 2012 Taken 2 - als Sam
- 2014 Taken 3 - als Sam
- 2018 Blindspotting - als rechter
- 2022 Amsterdam - als mr. Nevins

### Televisieseries
Uitgezonderd eenmalige gastrollen.
- 1991 Reasonable Doubts – als Chip Englund - 2 afl.
- 1994 Dr. Quinn, Medicine Woman –als klerk - 2 afl.
- 1998-2000 The Pretender – als Argyle - 3 afl.
- 2000 Wonderland – als Wendall Rickle - 2 afl.
- 2004-2009 ER – als dr. Lucien Dubenko - 61 afl.
- 2009 24 – als Martin Collier - 4 afl.
- 2012 Kendra – als dr. Stephen Ehlrich - 3 afl.
- 2012-2013 Magic City – als Mike Strauss - 2 afl.
- 2013 Touch – als dr. Linus - 2 afl.
- 2013 Revolution – als John Sanborn - 3 afl.
- 2015-2016 Ray Donovan – als pastoor Romero - 10 afl.
- 2016-2019 Berlin Station – als Robert Kirsch - 29 afl.
- 2019 I Am the Night - als Peter Sullivan - 6 afl.
- 2022 American Gigolo - als Richard Stratton - 8 afl.
- 2022 The Callisto Protocol: Helix Station - als Lennox (stem) - 3 afl.
- 2021-2023 Blindspotting - als Carl - 3 afl.

- Bibliothèque nationale de France: cb142127925 (data)
- Gemeinsame Normdatei: 1035042800
- International Standard Name Identifier: 0000 0000 1082 6704
- Library of Congress Control Number: no00010827
- Nationale Bibliotheek van Tsjechië: xx0180082
- Nationale Bibliotheek van Israël: 987007327162005171
- Système universitaire de documentation: 150079729
- Virtual International Authority File: 5143395
- WorldCat: E39PBJckQxXKcbCTQhp9DtQTHC